# 実況パワフルプロ野球7
『実況パワフルプロ野球7』（じっきょうパワフルプロやきゅう7）は2000年7月6日にコナミ（現:コナミデジタルエンタテインメント）から発売されたPlayStation 2用プロ野球ゲームソフト。

## 概要
PS2におけるパワプロシリーズ第1作目であり、PS2初の野球ゲーム。本作以降、メインシリーズのタイトルが年度になる直前のパワプロ15までナンバリングタイトルはすべてPS2で発売されている（一部作品は任天堂ハードのゲームキューブもしくはWiiのマルチプラットフォーム）。この作品からパワプロくんの目の瞳が小さくなるなどキャラクターデザインやパッケージイラストが変更され、以降このデザインで統一されている。グラフィックはフルポリゴンで描かれ、より鮮明で滑らかな動きが可能となった。ただし、画面は全体的に粗い。また、同年12月21日にはシーズン終了後のデータを反映した『実況パワフルプロ野球7決定版』が発売されているが、西武ライオンズの松坂大輔は登場しない（本人の不祥事があったため）。

## ゲームモード
- 対戦モード
- ペナントモード

ドラマティックペナントモードはなく、従来のペナントモードに近い内容となっている。
- サクセスモード
- アレンジモード

阪神タイガースでアレンジした際にカツノリがいると、采配設定で「カツノリ重視」という特殊な采配が選択できる。
- シナリオモード

全チームクリアで地方球場が使用可能になる。今作から完全クリアの要素が入り、全チームで完全クリア（実際の試合を再現するという条件が多い）をするとOB選手及び二軍選手が全て使用可能になる。
- ホームラン競争

1選手モードで10本打つとそのチームの二軍選手（サクセスモードに登場）が1人使用可能となり、3選手モードで9本打つとOB選手が1人使用可能になる。
- 公式戦記録

1999年（決定版では2000年）の公式戦のスコアや、各選手の条件別成績などが閲覧できる。

## サクセスモード
サクセスモードの概要については実況パワフルプロ野球 サクセスモードを参照。
物語の舞台はメインシリーズではパワプロ4以来のプロ生活編となっている。二軍選手からスタートし、3年以内に一軍レギュラーの座を掴む事が目標（ただし、レギュラーにならなくとも3年目終了時に一軍にいればクリアとなる）。肩・ひじ爆弾の爆発、シーズン途中の戦力外通告（画面左の評価が3.0になると発生）、契約更改の場でのクビ宣告でゲームオーバーとなる。
各球団ごとに異なる固有キャラクター、イベントが用意されている。また、2000年から二軍のチーム名を代えた球団では、二軍のユニフォームが用意され、今年から二軍の名前が変わったことを紹介するイベントが冒頭で発生する。ストーリー的には大人向けな展開が多く、往年の輝きを取り戻したいベテラン選手、名選手の陰に隠れた選手、猪狩兄弟の確執などが見られる。神童、あおい、カレンは本作が初登場。また、各チームの固定選手は『実況パワフルプロ野球10』に対戦相手として登場する（作中で移籍が発生する巨人、中日、オリックス、ロッテ、固有選手が存在しない広島を除く）。
球団ごとに練習で獲得できる経験点が微妙に異なる（例えば、読売ジャイアンツでは筋力ポイントに特化しており、広島東洋カープでは敏捷ポイントに特化している、など）。また、練習メニューとアイテムを組み合わせることによって特訓を作ることができる。特訓には通常より効果の高い練習や、特殊能力が取得できる練習もある。本作は特殊能力を身につけるための条件が厳しいため、自由自在に選手を作ることは難しい。
試合操作は3年目にレギュラー昇格した場合（オールスター除く）は7回から全選手、それ以外は野手は自分の打席、投手はリードしていない状況でランナーが出た場面のみ。

### 登場人物（所属球団別）

#### 共通
主人公（パワプロくん）
矢部明雄
シリーズお馴染の主人公の相棒。詳細は実況パワフルプロ野球 サクセスモードを参照。本作ではガンダーロボ以外に魔法少女マジカルタップに手を出していた。
武蔵雷蔵
内野手。どれをとっても一流のプレーと野球に対するストイックな姿勢で多くの選手から尊敬を集める。毎年オールスターに選出される程の一流選手で、大ベテランだが実力はまだまだ衰えていない。所属チームはランダムだが2年目のオフにFAで他チームに移籍する。早川あおいの実の父だが野球のために家庭を捨てており、あおいには憎まれている。
一軍監督
「男は背中で語る」がモットーで常に後姿で登場する。
二軍監督
評価が低いうちは主人公に試合の録画をやらせたり、「使えねー」などと言ったりと嫌味たらしく接するが、ある程度認めてもらえると、一軍から落ちてきた際に慰めの言葉をかけるなど、主人公の良き理解者となる。ゴルフはなかなかの腕前。
打撃コーチ
スキンヘッドと髭が特徴。選手の面倒見がよく、監督たちからの信頼も厚い。「かっかっか」と笑う。
守備・走塁コーチ
白髪頭と眼鏡が特徴。冷静、厳格で、キャンプ中に特訓や、主人公にスパルタを行う。特訓中に怠けようとすると、厳しく注意される（能力次第では誤魔化せる）。主人公のことは滅多に褒めないが、ちゃんと評価している。
速球派投手コーチ
日焼けした体の巨漢。よく「ダァーッ！！」と叫ぶ。どんな地形の場所でも突き進んだりと、やや人間離れしたところがある。
変化球派投手コーチ
禿げた頭が特徴。かつては七色（7種類）変化球を操った技巧派ピッチャーであり、主人公にもそれを継がせようと指導してくれる。性格は変化球派だけに皮肉屋でねじ曲がっている。
育成コーチ
ゴッドハンドの持ち主とも言われるほどマッサージのプロ。交通渋滞に巻き込まれ、ほかのコーチたちよりも遅れて初めて出会う。
二軍監督、打撃コーチ、守備・走塁コーチ、速球派投手コーチ、変化球派投手コーチ、育成コーチは各球団共通（近鉄、広島のみ育成コーチは固有）で、それぞれ各球団の本拠地に因んだ名前になっている（オリックス＝西宮二軍監督など）。ただし日本ハムの一部のコーチは、日水、丸大などハム・ソーセージを生産する会社の名前（競合他社）となっている。
村沢栄治
不慮の事故でこの世を去った野球選手の幽霊。主人公に憑依し、交通事故から守ってくれる。
鬼瓦棒之介
伝説のバット職人。顔見せのイベントは頻繁に発生するが、用意されているはずのそれ以降のイベントは発生しない。
そこのお前
一軍・二軍入れ替えテストに登場する選手。投手（主人公が野手の場合）は複数パターンのうち1人が登板する（メッセージバック機能である程度の能力は把握できる）。野手（主人公が投手の場合）は1パターンのみ。

#### 福岡ダイエーホークス
アレックス・ボンバー（登録名：ボム）
メジャー経験もあるダイエーの助っ人外国人選手で、ポジションは外野手。頑固な性格で、野球に対しては自分なりのこだわりがある。サングラスの下は謎に包まれている。

#### 西武ライオンズ
一文字大悟
高校時代に、甲子園優勝を成し遂げ、高校生No.1捕手として、横浜と相思相愛だったが鳴り物入りで西武に入団した若手捕手。普段は、呑気な性格だが、集中力は凄い。

#### オリックス・ブルーウェーブ
二軍はサーパス神戸。 
神童裕二郎
オリックスのエース。技術はさる事ながら人格にも優れており、チームメイトから尊敬を集めている。詳細は実況パワフルプロ野球 サクセスモードを参照。
猪狩進
捕手。アマチュア時代は兄・守と共に黄金バッテリーを組んでいたが、コンプレックスから兄が所属する巨人ではなく、オリックスを逆指名する。詳細は実況パワフルプロ野球 サクセスモードを参照。

#### 日本ハムファイターズ
チェリー藤田（登録名：チェリー）
「チェリー理論」という独自の理論を持つ日本ハムの内野手。野球選手のカードを集めるのが趣味で、新製品が出た際には、店で買い占めてしまう程である。

#### 千葉ロッテマリーンズ
早川あおい
プロ野球史上初の女性投手。ボク少女。詳細は実況パワフルプロ野球 サクセスモードを参照。

#### 大阪近鉄バファローズ
内野五郎
現役最年長内野手。若い頃は、守備職人として鳴らしていたが、近年は衰えからか、控えに回っている。
今宮
近鉄の育成コーチ。面倒見がいい性格で選手からは、慕われている存在。ギャンブル好きな一面もあるが、あまり強くない。下の名前は不明。

#### 中日ドラゴンズ
阿畑やすし
関西出身の投手。一軍と二軍を行ったり来たりしており、戦力外の危機にある。オリジナル変化球「アバタボール」シリーズの開発に勤しむ。阪神ファンであり、中日対阪神戦で阪神を応援するイベントも用意されている。詳細は実況パワフルプロ野球 サクセスモードを参照。

#### 読売ジャイアンツ
猪狩守
投手。主人公と同期のドラフト1位指名選手。主人公のライバル的存在。詳細は実況パワフルプロ野球 サクセスモードを参照。

#### 横浜ベイスターズ
二軍は湘南シーレックス。
伊達団吉
切れ味抜群のフォークが決め球の横浜の抑え投手。豪快な性格で、自分の事を様付けで呼べと主人公に言ってくる。

#### ヤクルトスワローズ
日下部卓也
頭脳明晰で強肩巧守のヤクルトの捕手。他球団なら即レギュラーになれる実力だが不動の正捕手である古田敦也がいる為、なかなか出場機会に恵まれていない。かえでとは学生時代から友達以上恋人未満の関係。その後日下部はパワプロ10で外野手にコンバートされ、パワプロ11時トレードでダイエーに移籍、以後正捕手として活躍する。パワプロ11でも全日本編のチームメイトとして登場する。

#### 広島東洋カープ
嵐暴力
広島の育成コーチ。若い頃は俊足巧打の選手だったがもっぱら乱闘に参加してばかりの乱闘要員で瞬殺豪打の嵐暴と恐れられていた。コーチとなって以後もとても厳しく常軌を逸した指導法は選手達からは恐怖の対象。休んでいようとお構いなしに練習に参加させ、人間を柵越えさせるノック、キャッチャーをノックアウトするピッチングを扱うなどもはやその所行は育成コーチどころか人間の域を遙かに越えている。

#### 阪神タイガース
矢沢和美
信頼できる守備と甘いマスクで、ファンを魅了する阪神の外野手。プレイボーイで、キザなセリフで女性を口説くのが得意で、女性との噂が常に絶えない。
鳴尾たけし
一軍監督の息子で、大学時代にそこそこ活躍して阪神に入団した。ポジションは捕手。常にお腹を空かしていて、好物はおにぎりとカツカレー。

#### 彼女候補
法仙ひかり
スチュワーデス。主人公の幼馴染。男勝りな性格だが陰ながら主人公を応援している。
桐生かえで
女子アナウンサー。ヤクルトやオリックスでプレイしていると1年目に必ず取材に来る。パワフルスポーツに出演している。気立てのよい姉御肌。日下部とは大学時代からの友人。パワプロ11にも登場する。
美幸
二軍監督の娘。そのため苗字は所属チームによって変わる。おしとやかな性格の女子高生。メガネっ娘。
姫野カレン
詳細は実況パワフルプロ野球 サクセスモードを参照。彼女が出てくるのは完全にランダムとなる。